# Cắt chân đỏ
Cắt chân đỏ (danh pháp hai phần: Falco vespertinus) là một loài chim thuộc họ Cắt. Loài này phân bố ở Đông Âu và châu Á và số lượng giảm sút nhanh do mất môi trường sống. Nó là loài di cư và trú đông ở châu Phi. Nó cũng là loài lang thang thường xuyên ở Tây Âu. Năm 2004, lần đầu tiên người ta thấy một con ở Bắc Mỹ. Điều bất thường ở chỗ là loài cắt sinh đẻ thành bầy. Cắt Amur trước đây được xem là phân loài của loài này nhưng ngày nay được xem là loài riêng. Chúng có mối quan hệ chặt chẽ.
Thức ăn chủ yếu của chúng là côn trùng lớn nhưng chúng cũng ăn động vật có vú nhỏ và chim.